# Cratere Berzelius
Berzelius è un cratere lunare di 48,53 km situato nella parte nord-orientale della faccia visibile della Luna.
Il cratere è dedicato al chimico svedese Jöns Jacob Berzelius.

## Crateri correlati
Alcuni crateri minori situati in prossimità di Berzelius sono convenzionalmente identificati, sulle mappe lunari, attraverso una lettera associata al nome.
| Berzelius | Coordinate            | Diametro (in km) |
| --------- | --------------------- | ---------------- |
| A         | 36°44′24″N 48°52′12″E | 8,43             |
| B         | 32°18′36″N 43°06′00″E | 25,51            |
| F         | 32°51′00″N 46°01′12″E | 10,84            |
| K         | 35°34′12″N 47°01′48″E | 5,98             |
| T         | 36°15′00″N 47°57′36″E | 9,22             |
| W         | 38°08′24″N 53°06′00″E | 7,17             |